# Japonsko na Zimních olympijských hrách 1928
Japonsko na Zimních olympijských hrách 1928 v Innsbrucku reprezentovalo 58 sportovců, z toho 50 mužů a 8 ženy. Nejmladším účastníkem byl závodník v severské kombinaci a běhu na lyžích Sakuta Takefushi (21 let, 303 dní), nejstarším pak závodník v běhu na lyžích Takeji Aso (28 let, 85 dní). Reprezentanti Japonska nevybojovala žádnou medaili.